# هيئة التفاوض السورية
هيئة التفاوض السورية هي هيئة سياسية جامعة تُمثّل أوسع نطاق من قوى الثورة والمعارضة السورية، وكيان وظيفي مهمته التفاوض مع النظام السوري ضمن مسارات ترعاها الأمم المتحدة ويرأسها حالياً الدكتور بدر جاموس.
في كانون الأول 2015، عقدت قوى المعارضة السورية المختلفة "مؤتمر الرياض 1" في السعودية، حضره نحو 150 شخصية معارضة، وتم في نهايته الإعلان عن تأسيس "هيئة التفاوض السورية" (كانت تُعرف آنذاك باسم الهيئة العليا للمفاوضات).
في كانون الأول 2015، أصدر مجلس الأمن القرار رقم 2254، الذي نص على بدء مفاوضات رسمية بين ممثلي المعارضة السورية وممثلي النظام بهدف التوصل إلى تسوية سياسية دائمة، وتشكيل هيئة حكم ذات مصداقية، تشمل الجميع وغير طائفية، واعتماد مسار صياغة دستور جديد لسوريا، وإجراء انتخابات حرة برعاية أممية. سرعان ما اعترفت الأمم المتحدة رسمياً بهيئة التفاوض السورية باعتبارها الممثل الوحيد للمعارضة السورية.

## تشكيل
تشكّلت هيئة التفاوض من 37 عضواً، يمثّلون سبعة مُكوّنات:
- 8 مقاعد من الائتلاف الوطني لقوى الثورة والمعارضة
- 5 مقاعد من هيئة التنسيق الوطنية لقوى التغيير الديمقراطي
- 4 مقاعد من منصة القاهرة
- 4 مقاعد من منصة موسكو
- 7 مقاعد من الفصائل العسكرية
- 8 مقاعد من المستقلين
- 1 مقعد من المجلس الوطني الكردي

أطلقت هيئة التفاوض السورية الإطار التنفيذي للحل السياسي في سوريا، واعتبرت أن الحل السياسي يجب أن يكون وفق بيان جنيف 1  والقرارات الدولية 2118 و2254 القاضية بإنشاء هيئة حكم انتقالية كاملة الصلاحيات التنفيذية.
شاركت الهيئة بعد ذلك في مفاوضات جنيف 3 وجنيف 4 برعاية الأمم المتحدة، وأرسلت الهيئة العليا للتفاوض وفداً استشارياً لمفاوضات "أستانا 1" التي جرت برعاية روسيا وتركيا بصفتهما ضامنتين.
في شباط 2017، عُقدت الجولة الرابعة من مفاوضات جنيف، وقدّم المبعوث الدولي الخاص إلى سورية أربعة سلال للتفاوض حولها، وهي:
- سلّة إنشاء حكم انتقالي غير طائفي يضم الجميع.
- سلّة وضع مسودة دستور جديد.
- سلّة إجراء انتخابات حرة ونزيهة بعد وضع الدستور.
- سلّة الإرهاب.

في تشرين الثاني 2017 عقدت هيئة التفاوض السورية "مؤتمر الرياض 2" وناقشت فيه توسعة الهيئة لزيادة قاعدة التمثيل والقرار، وإدخال المزيد من الشخصيات الوطنية في الهيئة لا سيما من الداخل، وزيادة تمثيل المرأة.
أكدت الهيئة أن مهمتها التفاوض مع النظام من أجل تحقيق الانتقال السياسي الديمقراطي، عبر إقامة هيئة حكم انتقالية، باستطاعتها تهيئة بيئة آمنة ومحايدة، تتحرك في ظلها العملية الانتقالية وفق القرارات الدولية.
في أيلول 2019 أعلن الأمين العام للأمم المتحدة تشكيل اللجنة الدستورية السورية، وتكوّنت (اللجنة الموسّعة) من 150 عضواً، موزّعة بالتساوي بين الأطراف الثلاثة، هيئة التفاوض السورية وحكومة النظام السوري والمجتمع المدني.
كافة البيانات والقرارات الدولية ذات الصلة بالقضية السورية تعاملت مع "ثنائية العنوان" في سورية، سواء بيان جنيف أو القرار 2118، أو القرار 2254، ولم يعد النظام السوري هو العنوان الوحيد للسوريين، بل أصبحت هيئة التفاوض السورية أيضاً هي العنوان الآخر، وقد تم تكريس ثنائية العنوان بشكل عملي في تشكيل اللجنة الدستورية، حيث حصلت هيئة التفاوض على نفس عدد مقاعد حكومة النظام السوري، وصار للجنة الدستورية رئيسان مشتركان، واحد يُمثّل هيئة التفاوض والآخر يُمثّل حكومة النظام السوري.

## جنيف 2
مؤتمر جنيف 2 للسلام في سوريا (أو فقط جنيف 2) هو مؤتمر دولي مقترح دعمته الأمم المتحدة وعقد في جنيف بهدف إنهاء الحرب الأهلية السورية من خلال الجمع بين الحكومة السورية والمعارضة السورية

## جنيف 3
مفاوضات السلام السورية في جنيف أو ما يعرف بــ جنيف 3، هي محادثات بين الحكومة السورية والمعارضة في مدينة جنيف السويسرية تحت رعاية الأمم المتحدة ومجموعة محادثات فيينا للسلام في سوريا ومجلس الأمن التابع للأمم المتحدة.

## جنيف 4
محادثات السلام في جنيف بشأن سوريا مفاوضات سلام مقصودة بين الحكومة السورية والمعارضة السورية تحت رعاية الأمم المتحدة.

## جنيف 8
وبحسب بنجامين بارث، الصحفي في صحيفة لوموند، فإن المناقشات في الرياض أدت إلى « بيان ختامي أعاد صياغة مطالب المعارضة بطريقة أكثر ملاءمة إلى حد ما. وإذا كانت الدعوة إلى رحيل بشار الأسد لا تزال قائمة، فإنها لم تعد تطرح كضرورة، بل كهدف عام للمفاوضات، التي يجب أن تجري، بحسب النص، من دون شروط مسبقة. تهدف هذه الفجوة الدلالية الكبيرة إلى طمأنة الناشطين المتشددين في الثورة، مع الاستجابة لنصائح ستافان دي ميستورا، مبعوث الأمم المتحدة الخاص إلى سوريا، الذي دعا المعارضة إلى " كن واقعيًا بما يكفي لتدرك أنها لم تربح الحرب » ». لكن رئيس وفد المعارضة نصر الحريري، الذي لم يكد يصل إلى جنيف، أكد في 27 تشرين الثاني/نوفمبر أن بشار الأسد سيضطر إلى ترك السلطة في بداية المرحلة الانتقالية نحو الانتخابات. وتبدو هذه التصريحات غير مقبولة بالنسبة للنظام الذي يرفض بعد ذلك إرسال وفد إلى جنيف. وأخيراً، وبإلحاح من روسيا، وصل وفد النظام السوري إلى جنيف في 29 تشرين الثاني/نوفمبر، بعد أن تأخر وصوله لمدة يوم. ويرأسها السفير السوري لدى الأمم المتحدة بشار الجعفري ويأمل المبعوث الخاص للأمم المتحدة إلى سوريا، ستافان دي ميستورا، أن يتمكن من تركيز المناقشات على صياغة دستور جديد وتنظيم الانتخابات تحت رعاية الأمم المتحدة ويقيم الوفدان في غرفتين كبيرتين متجاورتين في المبنى الرئيسي لقصر الأمم. لكن وفد النظام يطالب فصائل المعارضة بإلقاء سلاحها وعدم الاستسلام لمطالب المعارضة. وفي 14 ديسمبر/كانون الأول، تنتهي جلسة محادثات جنيف مرة أخرى دون نتائج ; ويدين المبعوث الخاص للأمم المتحدة ستافان دي ميستورا، بشكل خاص، قيام وفد الحكومة السورية بـ « ولم يسعوا حقًا إلى الحوار والتفاوض » ويؤكد ذلك من جهة أخرى « فعلتها المعارضة ». ويذكر أيضا : « على الرغم من الجهود الكبيرة التي بذلها فريقي، لم نجري أي مفاوضات حقيقية. ومع ذلك، أجرينا محادثات ثنائية. لكن مع الحكومة، للأسف، لم يكن لدينا سوى موضوع واحد للنقاش (...) وهو الإرهاب ».